# Gare de Courchavon
La gare de Courchavon est une halte ferroviaire suisse de la ligne de Delémont à Delle. Elle est située rue de la Gare à côté du passage à niveau, à environ 200 mètres, dans le sud-est, du centre du village de la commune de Courchavon, dans le canton du Jura.
Mise en service en 1898 par la Compagnie du chemin de fer Jura-Simplon, devenue depuis une halte des Chemins de fer fédéraux suisses (SBB CFF FFS) elle est desservie par des trains circulant entre la Suisse et la France.

## Situation ferroviaire
Établie à 406 mètres d'altitude, la halte de Courchavon est située au point kilométrique (PK) 116,13 de la ligne de Delémont à Delle, entre les gares de Porrentruy et de Courtemaîche.

## Histoire
La gare de Courchavon est mise en service le 2 octobre 1898, par la Compagnie du chemin de fer Jura-Simplon. 
Elle est rénovée en 1977.

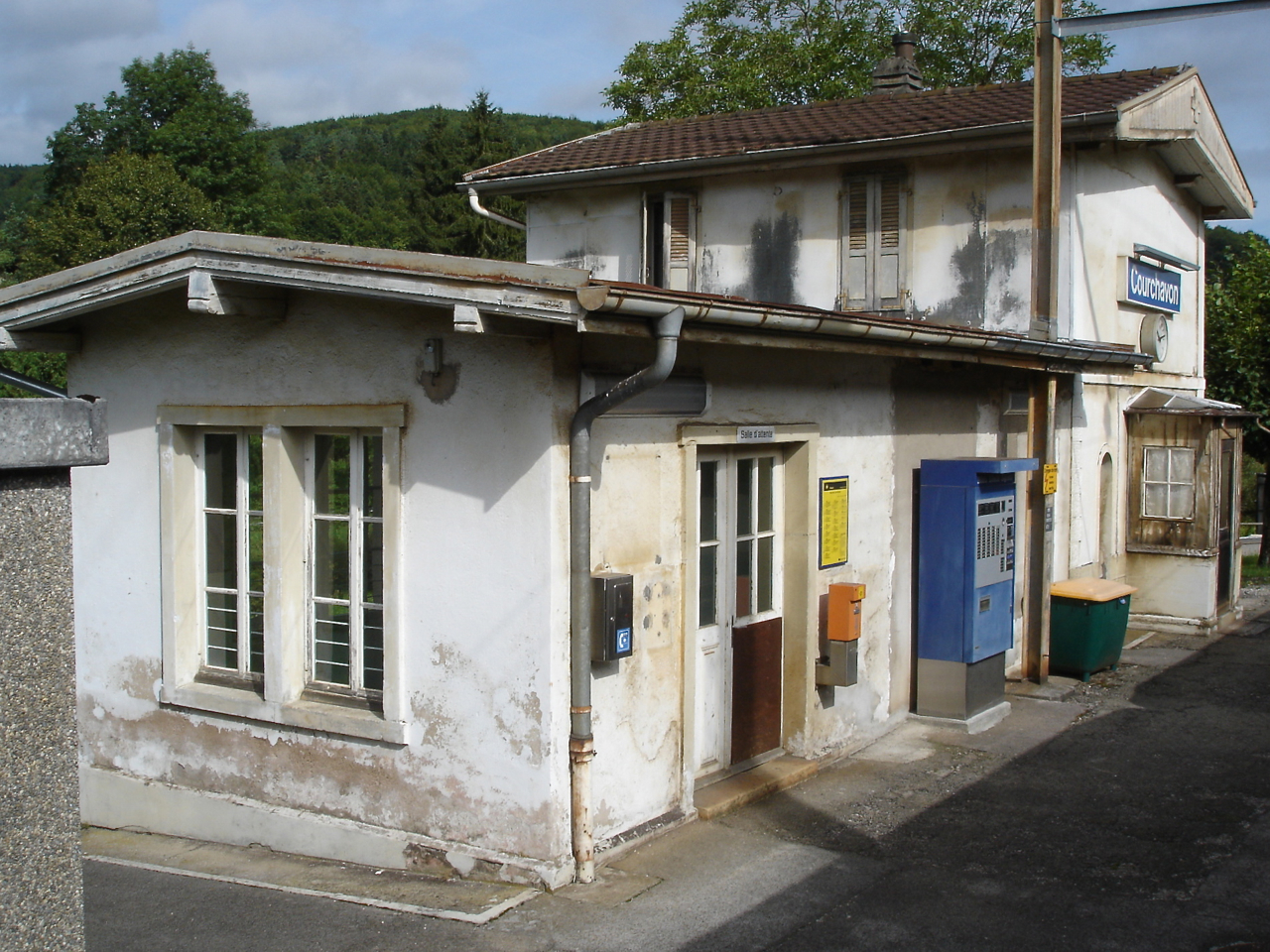
Le bâtiment de la halte en 2008.

En 2010, un projet prévoit la démolition du bâtiment pour la création d'un nouvel espace voyageurs. Le chantier de rénovation débute au milieu de l'année 2012 pour s'achever en juin 2013. L'ancien bâtiment a été détruit puis reconstruit, avec un aspect extérieur identique pour se conformer « aux directives de la protection des monuments historiques ». Il est aménagé pour apporter du confort aux voyageurs en attente d'un train, il dispose de mobilier et d'une paroi d'informations. Le quai a été allongé et rehaussé. Cette mise à niveau de la halte a couté 1,5 million de francs.

## Service des voyageurs

### Accueil
Halte SBB CFF FFS, c'est un point d'arrêt non géré (PANG). Elle dispose d'un petit bâtiment d'attente et d'un quai surélevé disposant d'un éclairage et d'un dispositif sonore pour les annonces concernant la desserte.

### Desserte
Courchavon est desservie par des trains régionaux de la relation Delémont, ou Bienne - Belfort - Montbéliard TGV, ou Delle.

### Intermodalité
Elle dispose d'emplacements aménagés pour les vélos.